# Franck Piccard
Franck Piccard (Albertville, 17 settembre 1964) è un ex sciatore alpino francese, campione olimpico nel supergigante a Calgary 1988.

## Biografia
Franck Piccard, originario di Les Saisies, proviene da una famiglia di grandi tradizioni nello sci alpino: è fratello di Leïla, Ian, Jeff, John e Ted e zio di Roy, tutti sciatori alpini di alto livello.

### Stagioni 1982-1991
Piccard debuttò in campo internazionale in occasione dei primi Mondiali juniores, Auron 1982, dove vinse la medaglia d'oro nella discesa libera; l'anno dopo, il 10 dicembre 1983, ottenne il primo risultato di rilievo in Coppa del Mondo, classificandosi 5º nel supergigante di Val-d'Isère. Esordì ai Giochi olimpici invernali a Sarajevo 1984 (20º nella discesa libera, non concluse lo slalom gigante) e ai Campionati mondiali nella rassegna iridata di Bormio 1985, dove fu 15º nella discesa libera e 6º nella combinata; ai successivi Mondiali di Crans-Montana 1987 fu 10º sia nel supergigante sia nella combinata.
Il 10 gennaio 1988 a Val-d'Isère conquistò il primo podio in Coppa del Mondo, 2º in supergigante; il mese dopo ai XV Giochi olimpici invernali di Calgary 1988 vinse la medaglia d'oro nel supergigante (fu il primo campione olimpico della specialità, da poco introdotta), quella di bronzo nella discesa libera e non completò la combinata. Il 13 marzo a Beaver Creek colse, ancora in supergigante, la sua prima vittoria in Coppa del Mondo; a fine stagione risultò 7º nella classifica generale, suo miglior piazzamento in carriera. Ancora 10º nel supergigante ai Mondiali di Vail 1989, nella successiva rassegna iridata di Saalbach-Hinterglemm 1991 nella stessa specialità vinse la medaglia di bronzo, mentre si piazzò 15º nella discesa libera e 13º nello slalom gigante.

### Stagioni 1992-2000
Ai XVI Giochi olimpici invernali di Albertville 1992 vinse la medaglia d'argento nella discesa libera, si classificò 18º nello slalom gigante e non concluse il supergigante. Il 30 ottobre 1993 conquistò a Sölden in slalom gigante l'ultima vittoria, nonché ultimo podio, in Coppa del Mondo; ai successivi XVII Giochi olimpici invernali di Lillehammer 1994, sua ultima partecipazione olimpica, ottenne il 23º posto nel supergigante e il 13º nello slalom gigante. L'8 febbraio 1995 conquistò a Les Arcs in slalom gigante l'ultimo podio in Coppa Europa (3º).
Prese per l'ultima volta il via in Coppa del Mondo il 10 febbraio 1996 a Hinterstoder in slalom gigante (27º) e terminò la carriera ai massimi livelli in occasione dei successivi Mondiali della Sierra Nevada con il 15º posto nella medesima specialità; continuò saltuariamente a gareggiare in competizioni minori (Campionati nazionali, gare FIS) fino al definitivo ritiro nel 2000: la sua ultima gara fu lo slalom gigante dei Campionati francesi 2000, disputato il 25 marzo a Valloire e chiuso da Piccard al 25º posto.

### Bilancio della carriera
Fu uno dei primi atleti a primeggiare nel supergigante, disciplina da poco entrata a far parte della Coppa del Mondo; nel periodo compreso tra la fine degli anni 1980 e gli inizi degli anni 1990 conquistò complessivamente quattro vittorie nel massimo circuito internazionale, due in supergigante, una in discesa libera e una in slalom gigante.

## Palmarès

### Olimpiadi
- 3 medaglie:
  - 1 oro (supergigante a Calgary 1988)
  - 1 argento (discesa libera ad Albertville 1992)
  - 1 bronzo (discesa libera a Calgary 1988)

### Mondiali
- 1 medaglia:
  - 1 bronzo (supergigante a Saalbach-Hinterglemm 1991)

### Mondiali juniores
- 1 medaglia:
  - 1 oro (discesa libera ad Auron 1982)

### Coppa del Mondo
- Miglior piazzamento in classifica generale: 7º nel 1988
- 11 podi:
  - 4 vittorie
  - 3 secondi posti
  - 4 terzi posti

#### Coppa del Mondo - vittorie
| Data            | Località     | Paese       | Specialità |
| --------------- | ------------ | ----------- | ---------- |
| 13 marzo 1988   | Beaver Creek | Stati Uniti | SG         |
| 11 gennaio 1990 | Schladming   | Austria     | DH         |
| 2 dicembre 1990 | Valloire     | Francia     | SG         |
| 30 ottobre 1993 | Sölden       | Austria     | GS         |

Legenda:

DH = discesa libera

SG = supergigante

GS = slalom gigante

### Coppa Europa
- Miglior piazzamento in classifica generale: 2º nel 1982 e nel 1983[3]
- 1 podio (dati dalla stagione 1994-1995):
  - 1 terzo posto

### Campionati francesi
- 5 medaglie (dati parziali fino alla stagione 1994-1995):
  - 4 ori (combinata[senza fonte] nel 1985; supergigante[1] nel 1987; combinata[senza fonte] nel 1990; slalom gigante[1] nel 1993)
  - 1 bronzo (slalom gigante nel 1995)[4]